# Felipillo
Felipillo (Perù, ... – Cile, 1536) è stato un traduttore peruviano impiegato dai conquistadores Spagnoli durante la conquista dell'impero Inca.

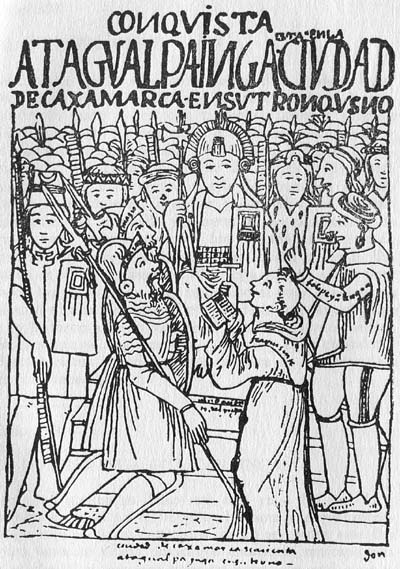
Felipillo, in piedi, a destra di Vicente de Valverde, abbigliato con un costume spagnolo, secondo quanto risulta da un disegno di Guaman Poma de Ayala

Il suo vero nome non è conosciuto, ma è ricordato con quello che gli diedero gli spagnoli.

## Origini
Vi è discordanza tra le fonti spagnole dell'epoca circa la località di nascita di Felipillo. Secondo alcuni era nativo di Tumbez e secondo altri era nato nella regione di Poechos, quindi di etnia Tallan, ma una versione isolata lo vuole originario dell'isola di Puna.
Il giovane indigeno, all'età di circa quindici anni, si aggregò alla schiera di Francisco Pizarro in occasione della scoperta di Tumbez e seguì il suo nuovo signore a Panama e successivamente in Spagna. Ebbe così modo di apprendere il castigliano, seppur superficialmente e si guadagnò la qualifica di interprete in occasione della successiva spedizione che avrebbe determinato la conquista dell'impero Inca.
Se la sua conoscenza della lingua spagnola poteva dirsi imperfetta, altrettanto approssimativa risultava la sua padronanza del vocabolario quechua, che non era il suo idioma originario. Nell'impero degli Inca il quechua costituiva, di fatto, la lingua ufficiale, ma la sua diffusione non comportava la padronanza assoluta del suo impiego e spesso si limitava ad un uso convenzionale e piuttosto semplificato. A ciò si aggiunga l'esistenza di numerosi dialetti in cui si differenziava, a seconda della collocazione geografica, e si avrà un'immagine concreta delle difficoltà in cui si sarebbe dibattuto l'interprete ufficiale degli Spagnoli.

## Interprete a Cajamarca
Ciononostante Felipillo fu prescelto per tradurre le ambascerie inviate dall'Inca Atahualpa e addirittura per assistere Vicente de Valverde durante la sua famosa intervista con l'imperatore inca. Per la verità un cronista isolato sostiene che l'interprete, in quell'occasione, fu un altro, di nome Martinillo, ma la maggioranza dei cronisti presenti all'avvenimento sono concordi nell'identificare in Felipillo il traduttore del frate domenicano. Considerando la elaborata dialettica di Valverde e i suoi complicati riferimenti teologici, è logico dubitare della comprensione di simili concetti da parte del sovrano Inca, alla luce della traduzione approssimativa del giovane indigeno.
Durante la prigionia di Atahualpa, Felipillo si distinse ovviamente nell'esercizio delle sue funzioni e fece da tramite durante gli interrogatori del sovrano prigioniero da parte dei conquistadores. Una leggenda tardiva lo vuole innamorato di una delle spose di Atahualpa e lo identifica come responsabile della sua esecuzione grazie a delle traduzioni volutamente errate, ma questa circostanza non traspare dalle cronache dell'epoca.

## La campagna di Quito
Dopo la morte dell'Inca, Felipillo venne destinato ad accompagnare l'adelantado Diego de Almagro nella sua spedizione nei territori di Quito e la circostanza gli permise di dispiegare la sua vera natura.
Almagro si trovò confrontato a Pedro de Alvarado, l'ambizioso conquistatore che, agli ordini di Hernán Cortés aveva collaborato alla Conquista del Messico e che ora cercava di ritagliarsi un dominio autonomo nel Perù.
Lo scontro sembrava imminente e Felipillo, abbandonò il suo comandante per schierarsi agli ordini del suo antagonista. Nell'occasione convinse un capo locale a seguirlo con tutti i suoi uomini e, secondo lo storico dell'epoca, Agustín de Zárate, si accordò con i suoi compatrioti rimasti con Almagro perché fossero pronti a cambiare di campo ad un suo cenno.
Con le sue informazioni sull'esiguità delle forze dell'adelantado cercò di incoraggiare gli Spagnoli ad uno scontro fratricida, ma il dissidio tra le due armate finì per comporsi e il giovane indigeno si trovò accusato di tradimento. Almagro lo avrebbe voluto morto, ma grazie all'intercessione di Alvarado, Felipillo riuscì a salvarsi. La stessa buona sorte non toccò però al “curaca” che lo aveva seguito che venne bruciato vivo come monito per i possibili traditori.

## La spedizione in Cile e la morte
Successivamente Felipillo riuscì a ricomporre i suoi rapporti con l'adelantado, che pur aveva tradito, e quando costui si recò nelle terre meridionali dell'impero, alla conquista del territorio chiamato Cile, ottenne di seguirlo con la qualifica di interprete ufficiale dell'impresa.
La spedizione attraversò traversie di ogni genere e fu falcidiata dalla penuria di viveri e dall'ostilità delle tribù locali. La resistenza si fece più vivace quando gli Spagnoli, ormai scoraggiati decisero di prendere la via del ritorno. Le campagne risultavano prive di viveri e gli indigeni di servizio presero la fuga lasciando i soldati iberici senza guida e senza ausiliari per il trasporto dei bagagli. Il Gran Sacerdote Villac Umu che li aveva accompagnati, su ordine di Manco II, il nuovo Inca supremo, prese la fuga lasciando le truppe sconcertate e, infine, anche Felipillo scomparve improvvisamente.
Almagro, che già nutriva dei sospetti, inviò un distaccamento al suo inseguimento e Felipillo venne catturato mentre cercava, incautamente, di attraversare un nevaio scoperto. Sottoposto a tortura confessò di avere sempre agito per la rovina degli Spagnoli e confermò che tutte le traversie che questi avevano dovuto sopportare erano dovute a sue istigazioni.
Questa volta non vi era un Alvarado per salvarlo e il giovane interprete venne immediatamente giustiziato. Il suo corpo, come si conveniva ai traditori, venne squartato e ciascuna delle parti in cui risultò diviso venne appesa in cammini differenti a monito degli indigeni rivoltosi.

## Giudizio su Felipillo
Negli anni successivi alla Conquista si sviluppò una leggenda su Felipillo, divenuto il traditore per antonomasia, secondo la quale su di lui sarebbe ricaduta ogni responsabilità sull'uccisione di Atahuallpa. Il giovane interprete avrebbe, secondo questa versione, falsificato abilmente le risposte del sovrano prigioniero, durante gli interrogatori, provocandone volutamente la fine.
La ragione di questo suo gesto sarebbe da attribuirsi ad una insana passione che avrebbe contratto per una sposa del monarca e per il timore di una possibile vendetta di questi, ove avesse riguadagnato la libertà e il suo illimitato potere.
Gli storici peruviani moderni, primo tra tutti Guillen Guillen, hanno però smontato quella che definiscono una vera e propria falsificazione storica. I motivi che hanno addotto consistono anzitutto sulla presenza di almeno altri tre interpreti durante la prigionia dell'Inca, autonomi e avversi, almeno nel caso di Martinillo, a Filipillo e ben capaci di smascherare una sua possibile traduzione infedele. Pare in effetti che la storia del presunto tradimento del giovane interprete non sia stata rilevata dai cronisti presenti a Cajamarca, ma abbia iniziato a circolare, nella Colonia, solo successivamente, quando l'uccisione dell'Inca imbarazzava i suoi esecutori costretti a difendersi dalle accuse di ingiustizia recepite dalla Corona. Felipillo, in questo contesto, sarebbe diventato un utile capro espiatorio su cui scaricare ogni responsabilità. Giova osservare che l'attento storico contemporaneo Gonzalo Fernández de Oviedo y Valdés a cui dobbiamo il resoconto dettagliato della morte dell'interprete ha raccolto le sue confessioni sui tradimenti perpetrati in Cile, ma non ha fatto il minimo cenno ad eventuali nefandezze commesse in Cajamarca.
Diverso è invece il caso dell'accertato tradimento verso Almagro, nella campagna di Quito. Felipillo, in questi frangenti manifesta tutta la sua ostilità verso gli Spagnoli che ritiene invasori della sua patria. Il giovane indigeno era di nazionalità Tallan e come tale legato alla fazione di Huáscar ed è quindi del tutto naturale che abbia mostrato avversione verso Atahuallpa che considerava un tiranno. Quando però la scomparsa del sovrano mise di fronte Spagnoli e Inca, la natura di Felipillo lo spinse ad abbracciare incondizionatamente la causa dei suoi compatrioti.
Sfruttando la sua posizione cercò di portare il maggior danno possibile ai conquistadores ed accarezzò il disegno di spingerli a combattere tra loro per poi poter avere più facilmente ragione dei superstiti. Smascherato il suo progetto riprese a dissimulare i suoi veri sentimenti in attesa di un'altra occasione. Questa si presentò durante la campagna del Cile e Felipillo attuò ogni possibile azione per portare a perdimento l'importante armata di Almagro.
Come già Villac Umu, anche Felipillo evidentemente sapeva che Manco stava preparando la ribellione e mentre operava contro gli Spagnoli era, con ogni probabilità, convinto che il suo nuovo Signore avesse già avuto ragione dei contingenti rimasti al Cuzco.
Per questi motivi i moderni storici peruviani, nell'ansia di rimodellare la storia della Conquista alla luce del punto di vista degli Inca, insistono per considerare Felipillo un patriota caduto in difesa della sua nazione e non già l'indigeno iberizzato e traditore che hanno cercato di dipingere gli antichi storici spagnoli.